# NGC 83
NGC 83 (другие обозначения — UGC 206, MCG 4-2-5, ZWG 479.8, PGC 1371) — эллиптическая галактика (E) в созвездии Андромеда.
Входит в число перечисленных в оригинальной редакции «Нового общего каталога».
Форма галактики и распределение звёзд в ней являются типичными для данного класса галактик. Кроме звёзд, она содержит газопылевой диск, состоящий из холодного равновесного газа с высоким содержанием моноксида углерода CO, который обнаруживается по характерной линии в спектре. Галактика занимает одно из первых мест по интенсивности излучения этой линии.